# Digitalism
Digitalism es un dúo alemán de música electrónica, fundado en 2004 en Hamburgo, Alemania. Está compuesto por Jens "Jence" Moelle y por Ismail "Isi" Tüfekçi. Están fichados por el sello francés Kitsuné Music y han lanzado cinco sencillos hasta la fecha: Idealistic, Zdarlight, Jupiter Room , Pogo y Second Chance. Jens explica las canciones de Digitalism como simples capítulos de una compleja novela sobre la interacción social y la atracción.
Digitalism ha remezclado canciones de Tom Vek, The Futureheads, Daft Punk, Tiga, Klaxons, White Stripes, Monk, Depeche Mode, Cut Copy, y muchos otros, entre ellos una reedición de Fire in Cairo de The Cure (titulado Digitalism in Cairo). Sus pistas y remixes se pinchan por DJ's como Erol Alkan, Soulwax, Boys Noize y Justice, entre otros.
Digitalism hizo apariciones en festivales como Coachella y South by Southwest, así como diversos clubes de todo el mundo.
Jens Moelle ha publicado un EP en solitario en Kitsuné Music bajo el nombre de Palermo Disko Machine.
También su sencillo "Pogo" salió en la recopilación de EA Trax específicamente en la versión de Need For Speed Pro Street y Fifa 09. Tiene un estilo similar a Justice, Daft Punk y el electro francés en varias de sus canciones.

## Historia

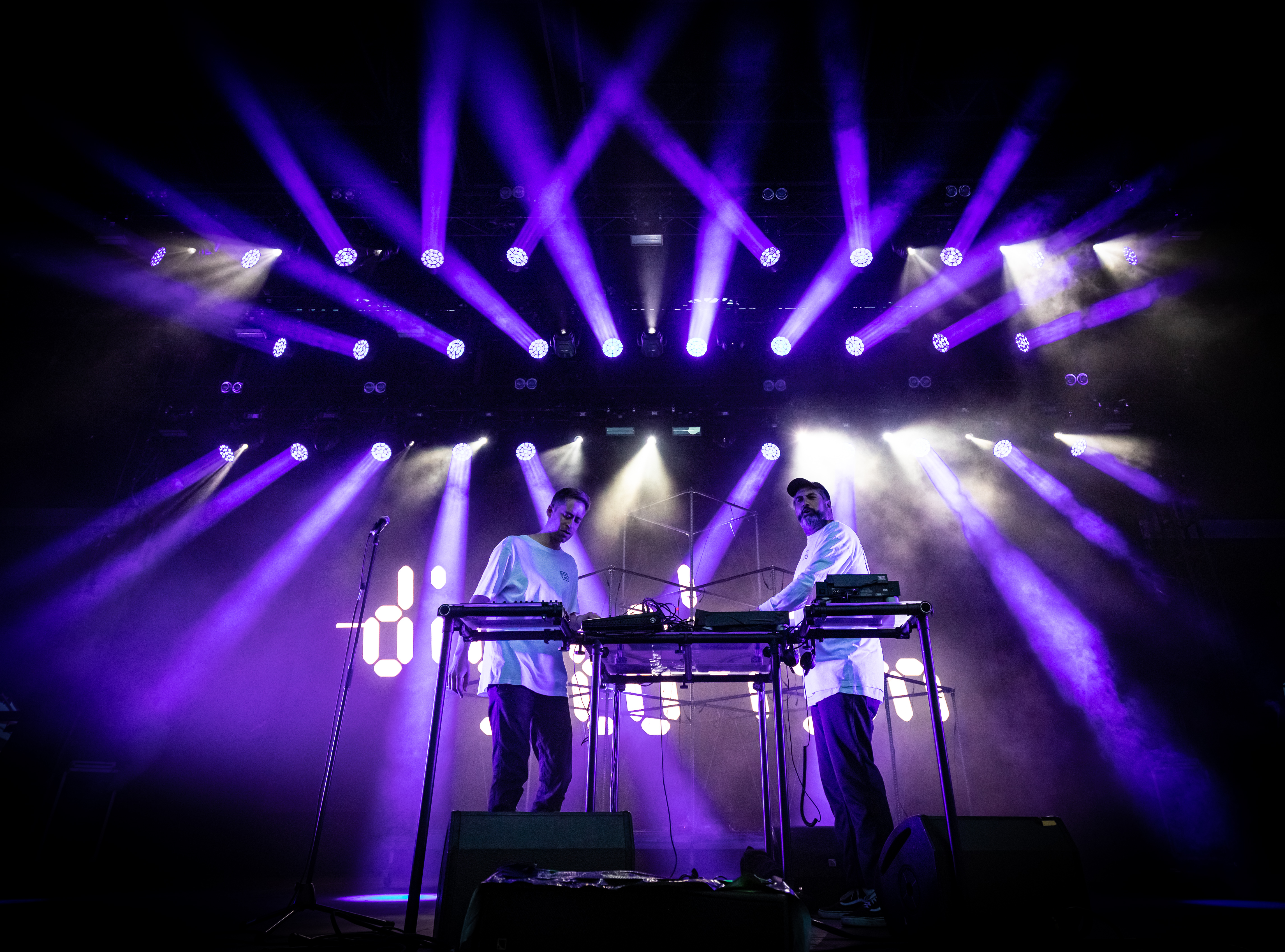
Digitalism - Rock am Ring 2022.

Moelle y Tüfekçi se conocieron en una tienda de discos y se hicieron amigos. En una ocasión el propietario de la tienda les ofreció tocar en una fiesta y fue entonces cuando comenzaron a mezclar y a grabar.
El álbum de debut de Digitalism, Idealism, fue editado el 9 de mayo de 2007. El álbum incluye reediciones de los sencillos anteriores Jupiter Room y Zdarlight. El EP Pogo se dio a conocer como un sencillo en apoyo del LP en mayo, con otras dos versiones de la pista.

## Influencias
Aseguran que Daft Punk es una importante influencia en su música, así como bandas sonoras de películas. A menudo se dice que el nombre de la canción "Zdarlight" procede de Philippe Zdar de Cassius. Zdarlight, sin embargo no es un homenaje a Philippe Zdar, sino una forma menos convencional de la ortografía de la palabra starlight. Después del lanzamiento del sencillo, Zdar alegó que Digitalism había utilizado su nombre sin permiso.

## En vivo
Realizan un directo utilizando un ordenador portátil como el corazón del acto, con algunos sintetizadores y diversas máquinas de tambor. Jence realiza en vivo la voz mientras sigue mezclando.

## Discografía
| Año  | Título                                       | Formato                                | Sello             |
| ---- | -------------------------------------------- | -------------------------------------- | ----------------- |
| 2004 | "Idealistic"                                 | Sencillo de 12                         | White label       |
| 2005 | "Idealistic"                                 | Sencillo de 12                         | Kitsuné Music     |
| 2005 | "Zdarlight"                                  | Sencillo de 12                         | Kitsuné Music     |
| 2006 | "Zdarlight" (Edition Moonlight / Discodrome) | Sencillo de 12                         | Kitsuné Music     |
| 2006 | "Jupiter Room"                               | Sencillo de 12, CD sencillo            | Kitsuné Music     |
| 2007 | "Terrorlight"                                | Sencillo de 12                         | Kitsuné Music     |
| 2007 | Idealism                                     | Vinilo, Compact disc, descarga digital | Astralwerks       |
| 2008 | The Moshi Moshi Ep (Japan Only)              | LP/CD                                  | EMI Japan Records |
| 2011 | I Love You Dude                              | LP/CD                                  | V2                |
| 2016 | Mirage                                       | LP/CD                                  | Magnetism / PIAS  |
| 2019 | JPEG                                         | LP/CD                                  | Magnetism         |

## Remixes
Todos los remixes llamado Digitalism Remix, salvo que se especifique.
- 2005 Einzeller - "Schwarzfahrer"
- 2005 Munk - "Disco Clown"
- 2005 Martin Peter - "Psychoville"
- 2005 Sono - "A New Cage"
- 2005 Lisa Stansfield - "If I Hadn't Got You" (Digitalism Remix/Digitalism Dub)
- 2005 Tom Vek - "Nothing But Green Lights"
- 2005 White Stripes - "Seven Nation Army" (Digitalism Twist-up Remix)
- 2006 Cajuan - "Dance, Not Dance"
- 2006 The Cure - "Fire in Cairo"
- 2006 Cut Copy - "Going Nowhere"
- 2006 Daft Punk - "Technologic" (Digitalism's Highway to Paris Remix)
- 2006 Depeche Mode - "Never Let Me Down Again"
- 2006 The Futureheads - "Skip to the End" (Digitalism Remix/Digitalism Re-Rub)
- 2006 Klaxons - "Atlantis to Interzone" (Digitalism's Klix Klax R-R-Remix)
- 2006 The Presets - "Down Down Down"
- 2006 Test Icicles - "What's Your Damage?"
- 2006 Tiga - "(Far From) Home"
- 2007 Dave Gahan - "Kingdom"
- 2008 Digitalism - "Pogo" (Digitalism's Robotic Remix)
- 2011 Digitalism - "Circles" (Eric Prydz Remix)

## En la cultura popular
El sencillo Pogo se ha utilizado en la banda sonora oficial de los populares videojuegos de Electronic Arts Need for Speed: ProStreet y FIFA 08. También se destacó como la banda sonora de un anuncio canadiense de Virgin Mobile, tanto en inglés como en francés, durante el mes de diciembre de 2007. La pista Idealistic se utiliza en el primer tráiler del título de Rockstar Games Midnight Club: Los Angeles. La pista Circles, perteneciente al álbum I Love You, Dude, aparece en la banda sonora del videojuego FIFA 12.  Actualmente la canción "Battlecry" forma parte en la banda sonora del videojuego Gran Turismo Sport desarrollado por Polyphony Digital.

## I Love You Dude
El 20 de junio de 2011, salió a la venta de manera oficial el nuevo álbum titulado "I Love You Dude", aunque ya circulaba antes en Internet.
Para la pista "Forrest Gump" (la cual fue filtrada antes del lanzamiento del disco) contó con la participación de Julian Casablancas para la coescritura de la letra y se dice que fue a través de correos electrónicos.
También se incluyeron los sencillos "Blitz" y "Stratosphere". "2 Hearts" "Miami Showdown" "Just Gazin" "Circles" también podían ser escuchados previamente.

## Mirage
Salió a la venta el 13 de mayo de 2016. Incluye 15 canciones con una duración total de 1 hora y 16 minutos, lo que convierte al tercer disco del dúo alemán en el más largo de su carrera hasta el momento. Un LP ecléctico y diseñado para la pista de baile con la electrónica como eje principal de su sonido. Coincidiendo con su salida al mercado en mayo, Digitalism inicia una gira para presentar el disco que les llevará por EE. UU., Europa (en España en el Mad Cool Festival), Australia y Japón en formato Live Set.

## JPEG
Salió a la venta el 6 de diciembre de 2019. Tiene 12 canciones con una duración de 44 minutos. También hay una versión más nueva llamada "JPEG_complete" publicada el 21 de mayo de 2021 por medios digitales con los añadidos de "No Holiday" "Stuck?" y "Offline" que ya antes se podían escuchar.